# Iouri Aleksandrov
Pour les articles homonymes, voir Aleksandrov.
Iouri Aleksandrovitch Aleksandrov - en russe : Юрий Александрович Александров (Ûrij Aleksandrovič Aleksandrov), et en anglais : Yuri Alexandrov - (né le 24 juin 1988 à Tcherepovets en URSS) est un joueur professionnel russe de hockey sur glace. Il évolue au poste de défenseur.

## Biographie

### Carrière en club
Formé au Severstal Tcherepovets, il commence sa carrière en Superliga en 2005. Il est choisi en 2006 au cours du repêchage d'entrée dans la Ligue nationale de hockey par les Bruins de Boston au deuxième tour, en 37e position. En 2008, la Superliga est remplacée par une nouvelle compétition en Eurasie, la Ligue continentale de hockey. En 2010-2011, il part en Amérique du Nord et est assigné aux Bruins de Providence dans la Ligue américaine de hockey.Un an plus tard, il signe au SKA Saint-Pétersbourg. Le 1er décembre 2011, une transaction l'amène à l'Avangard Omsk en retour d'Andreï Pervychine.

### Carrière internationale
Il représente la Russie au niveau international. Il a participé aux sélections jeunes. En novembre 2011, il est appelé pour participer à Coupe de Polésie, manche de l'Euro Ice Hockey Challenge avec la Russie B. Le 10 novembre, pour sa première partie avec cette sélection, il compte une assistance lors d'une victoire 5-0 face au Danemark.

## Statistiques

### En club
| Saison    | Équipe                   | Ligue        |    | Saison régulière | Saison régulière | Saison régulière | Saison régulière | Saison régulière |   | Séries éliminatoires | Séries éliminatoires | Séries éliminatoires | Séries éliminatoires | Séries éliminatoires |
| Saison    | Équipe                   | Ligue        | PJ | B                | A                | Pts              | Pun              | PJ               | B | A                    | Pts                  | Pun                  |                      |                      |
| 2003-2004 | Severstal Tcherepovets 2 | Pervaïa liga | 32 | 0                | 2                | 2                | 10               | -                | - | -                    | -                    | -                    |                      |                      |
| 2005-2006 | Severstal Tcherepovets   | Superliga    | 35 | 1                | 1                | 2                | 18               | 2                | 0 | 0                    | 0                    | 2                    |                      |                      |
| 2006-2007 | Severstal Tcherepovets   | Superliga    | 44 | 1                | 1                | 2                | 36               | 5                | 0 | 0                    | 0                    | 8                    |                      |                      |
| 2007-2008 | Severstal Tcherepovets   | Superliga    | 45 | 5                | 5                | 10               | 30               | 8                | 0 | 0                    | 0                    | 8                    |                      |                      |
| 2008-2009 | Severstal Tcherepovets   | KHL          | 26 | 3                | 5                | 8                | 40               |                  |   |                      |                      |                      |                      |                      |
| 2009-2010 | Severstal Tcherepovets   | KHL          | 56 | 6                | 15               | 21               | 56               | -                | - | -                    | -                    | -                    |                      |                      |
| 2010-2011 | Bruins de Providence     | LAH          | 66 | 6                | 13               | 19               | 44               | -                | - | -                    | -                    | -                    |                      |                      |
| 2011-2012 | SKA Saint-Pétersbourg    | KHL          | 14 | 1                | 1                | 2                | 8                | -                | - | -                    | -                    | -                    |                      |                      |
| 2011-2012 | Avangard Omsk            | KHL          | 23 | 2                | 2                | 4                | 20               | 10               | 1 | 3                    | 4                    | 4                    |                      |                      |
| 2012-2013 | SKA Saint-Pétersbourg    | KHL          | 50 | 3                | 14               | 17               | 34               | 15               | 1 | 3                    | 4                    | 6                    |                      |                      |
| 2013-2014 | SKA Saint-Pétersbourg    | KHL          | 52 | 2                | 6                | 8                | 46               | 10               | 1 | 4                    | 5                    | 27                   |                      |                      |
| 2015-2016 | Avangard Omsk            | KHL          | 60 | 6                | 8                | 14               | 22               | 11               | 2 | 2                    | 4                    | 4                    |                      |                      |
| 2016-2017 | HK Sotchi                | KHL          | 37 | 3                | 4                | 7                | 16               | -                | - | -                    | -                    | -                    |                      |                      |
| 2017-2018 | HK Sotchi                | KHL          | 26 | 1                | 1                | 2                | 12               | -                | - | -                    | -                    | -                    |                      |                      |
| 2018-2019 | HK Sotchi                | KHL          | 40 | 2                | 7                | 9                | 8                | 6                | 0 | 0                    | 0                    | 2                    |                      |                      |
| 2019-2020 | HK Sotchi                | KHL          | 61 | 5                | 15               | 20               | 30               | -                | - | -                    | -                    | -                    |                      |                      |
| 2020-2021 | HK Sotchi                | KHL          | 60 | 3                | 14               | 17               | 52               | -                | - | -                    | -                    | -                    |                      |                      |
| 2021-2022 | HK Sotchi                | KHL          | 29 | 2                | 9                | 11               | 14               | -                | - | -                    | -                    | -                    |                      |                      |
| 2022-2023 | HK Sotchi                | KHL          | 62 | 2                | 10               | 12               | 18               | -                | - | -                    | -                    | -                    |                      |                      |

### En équipe nationale
| Année | Évènement                            |   | PJ | B | A | Pts | +/- | Pun                |  | Résultat |
| 2006  | Championnat du monde moins de 18 ans | 6 | 1  | 2 | 3 | +7  | 10  | Cinquième place    |  |          |
| 2007  | Championnat du monde junior          | 6 | 0  | 0 | 0 | +2  | 4   | Médaille d'argent  |  |          |
| 2008  | Championnat du monde junior          | 7 | 1  | 0 | 1 | +4  | 4   | Médaille de bronze |  |          |